# Antonio Cepero Barberán
Antonio Cepero Barberán (Benalup-Casas Viejas, 1975) és un polític espanyol del Partit Socialista Obrer Espanyol, actual alcalde de Benalup-Casas Viejas des de 2019.

## Biografia
Va néixer el 1982 a Benalup, criant-se en un entorn rural al costat de la seva mare, una mestressa de casa, i el seu pare, un home de camp.
És llicenciat en Magisteri, en la modalitat d'Educació Física, casat i pare de dos fills,[cita requerida] ha estat funcionari a l'Ajuntament del seu poble des de l'any 2003, quan aquest any es va afiliar al PSOE.
Va arribar a jugar a l'equip juvenil del Benalup CF, on va exercir com a defensa central.
Va ser investit alcalde sense haver ocupat el càrrec de regidor al seu poble natal, on també ha treballat com a tècnic a l'àrea municipal d'Esports. Fora de la política, va ser monitor a l'escola de futbol Pepe Mejías.